# Raspit
Raspit ist ein selten vorkommendes Mineral mit der chemischen Zusammensetzung α-PbWO4 und damit chemisch gesehen Bleiwolframat. Seiner chemischen Formel nach wäre Raspit eher in die Mineralklasse der „Sulfate“ zuzuordnen, zu denen auch die chemisch verwandten Wolframate gehören. Aufgrund seiner Kristallstruktur wird er jedoch allgemein der Klasse der „Oxide und Hydroxide“ zugeordnet.
Raspit kristallisiert im monoklinen Kristallsystem und entwickelt nur kleine, tafelige, längsgestreifte Kristalle und Zwillinge von wenigen Millimetern Länge. Die durchscheinenden Kristalle sind von hellgelber bis gelblichbrauner oder grauer Farbe und zeigen auf den Oberflächen einen diamantähnlichen Glanz. Die Strichfarbe von Raspit ist gelblichweiß. Mit einer Mohshärte von 2,5 bis 3 gehört Raspit bereits zu den mittelharten Mineralen, die sich ähnlich wie das Referenzmineral Calcit (Härte 3) mit einer Kupfermünze ritzen lassen.

## Etymologie und Geschichte

Charles Rasp, circa 1890

Erstmals entdeckt wurde das Mineral 1896 auf zwei Proben aus der Sammlung des Naturhistorischen Museums Wien (ehemals k.k. naturhistorisches Hof-Museum), die Baron Heinrich Foullon von Norbeeck (1850–1896) in Broken Hill (Australien) erhalten hatte. Baron von Norbeeck vermutete auf den Proben ein neues Mineral, für das er den Namen Raspit, nach dem deutschen Auswanderer Charles Rasp (1846–1907), vorschlug. Dieser hatte die Lagerstätten in und um Broken Hill entdeckt und deren wirtschaftliche Bedeutung erkannt.
Analysiert und beschrieben wurde das Mineral 1897 durch Karl Hlawatsch (auch Carl Hlawatsch, 1870–1947), der Baron von Norbeecks Namensvorschlag übernahm.

## Klassifikation
In der veralteten 8. Auflage der Mineralsystematik nach Strunz gehörte der Raspit zur Mineralklasse der „Oxide und Hydroxide“ und dort zur Abteilung „MO2- und verwandte Verbindungen“, wo er als einziger Vertreter im Anhang zur „Wolframit-Reihe“ mit der Systemnummer IV/D.08 und den Hauptmitgliedern Ferberit, Hübnerit, Sanmartinit und Wolframit steht.
In der zuletzt 2018 überarbeiteten Lapis-Systematik nach Stefan Weiß, die formal auf der alten Systematik von Karl Hugo Strunz in der 8. Auflage basiert, erhielt das Mineral die System- und Mineralnummer IV/D.24-080. Dies entspricht der Klasse der „Oxide und Hydroxide“ und dort der Abteilung „Oxide mit dem Stoffmengenverhältnis Metall : Sauerstoff = 1 : 2 (MO2 und verwandte Verbindungen)“, wo Raspit zusammen mit Fergusonit-(Ce), Klinofergusonit-(Ce), Fergusonit-(Nd), Klinofergusonit-(Nd), Fergusonit-(Y), Klinofergusonit-(Y), Formanit-(Y), Iwashiroit-(Y) und Takanawait-(Y) eine unbenannte Gruppe mit der Systemnummer IV/D.24 bildet.
Die von der International Mineralogical Association (IMA) zuletzt 2009 aktualisierte 9. Auflage der Strunz’schen Mineralsystematik ordnet den Raspit in die Klasse der „Oxide (Hydroxide, V[5,6]-Vanadate, Arsenite, Antimonite, Bismutite, Sulfite, Selenite, Tellurite, Iodate)“ und dort in die Abteilung „Metall : Sauerstoff = 1 : 2 und vergleichbare“ ein. Hier ist das Mineral in der Unterabteilung „Mit großen (± mittelgroßen) Kationen; Ketten kantenverknüpfter Oktaeder“ zu finden, wo es als einziges Mitglied eine unbenannte Gruppe mit der Systemnummer 4.DG.20 bildet.
In der vorwiegend im englischen Sprachraum gebräuchlichen Systematik der Minerale nach Dana hat Raspit die System- und Mineralnummer 48.01.04.01. Das entspricht der Klasse der „Phosphate, Arsenate und Vanadate“ und dort der Abteilung „Molybdate und Wolframate“. Hier findet er sich innerhalb der Unterabteilung „Wasserfreie Molybdate und Wolframate mit A XO4“ als einziges Mitglied in einer unbenannten Gruppe mit der Systemnummer 48.01.04.

## Chemismus
In der theoretisch idealen, stoffreinen Zusammensetzung von Raspit (PbWO4) besteht das Mineral aus Blei (Pb) und dem Wolframat-Komplex (WO4), das wiederum aus Wolfram (W) und Sauerstoff (O) im Stoffmengenverhältnis von 1 : 4 zusammengesetzt ist. Dies entspricht einem Massenanteil (Gewichts-%) der Atome von 45,54 Gew.-% Pb, 40,40 Gew.-% W und 14,06 Gew.-% O oder in der Oxidform 49,05 Gew.-% PbO und 50,95 Gew.-% WO3.

## Kristallstruktur
Raspit kristallisiert in der monoklinen Raumgruppe P21/a (Raumgruppen-Nr. 14, Stellung 3) mit den Gitterparametern a = 13,56 Å; b = 4,98 Å; c = 5,56 Å und β = 107,6° sowie 4 Formeleinheiten pro Elementarzelle.
Die Kristallstruktur von Raspit besteht aus kantenverknüpften [WO6]-Oktaedern, die parallel der b-Achse Zick-Zack-Ketten bilden und über Bleiatome verbunden sind.
| Kristallstruktur von Raspit |
| - mit Blickrichtung parallel zur a-Achse - mit Blickrichtung parallel zur b-Achse - mit Blickrichtung parallel der Ebene a-b - räumliche Darstellung in der kristallographischen Standardausrichtung - als Polyeder-Modell parallel der Ebene a-b |
| Farbtabelle: _ Pb 0 _ W 0 _ O |

## Eigenschaften
Bei einer Temperatur von über 410 °C wandelt sich Raspit in Stolzit um.

## Modifikationen und Varietäten
Die Verbindung PbWO4 ist dimorph und kommt in der Natur neben dem monoklin kristallisierenden Raspit noch als tetragonal kristallisierender Stolzit vor.

## Bildung und Fundorte

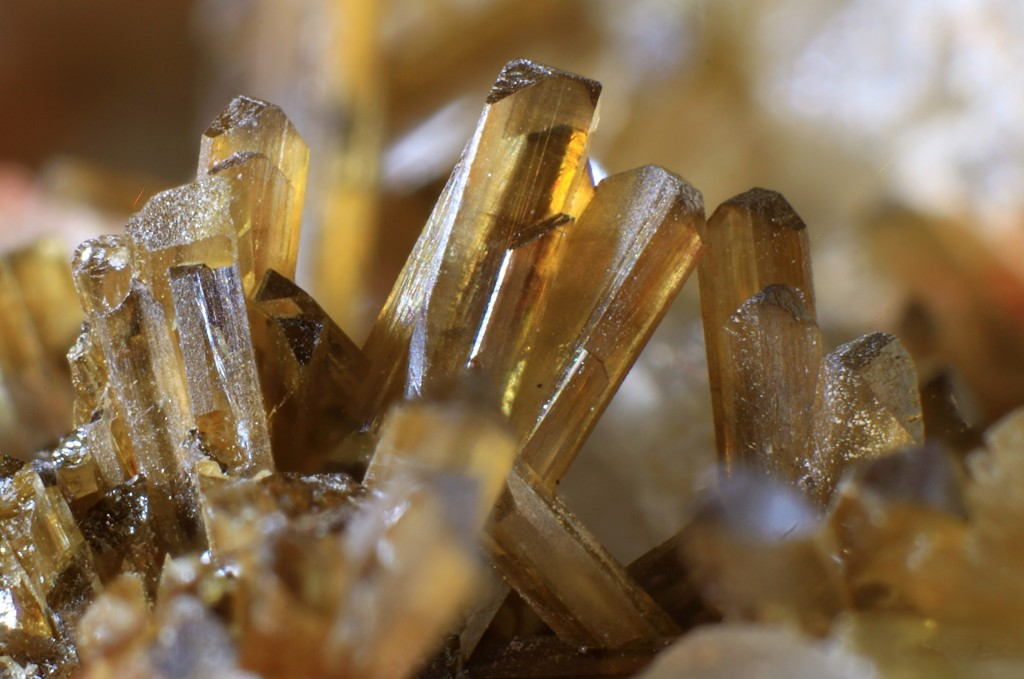
Raspit (hellgelb) aus Puech de Compolibat, Compolibat, Département Aveyron, Frankreich (Sichtfeld 6,2 mm)

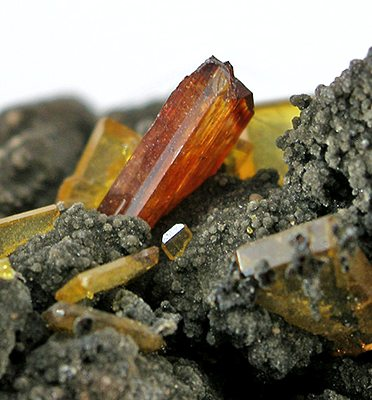
Raspit (bräunlichgelb) und Stolzit (hellgelb) aus der Typlokalität Broken Hill, Australien

Raspit bildet sich sekundär in der Oxidationszone von wolframhaltigen Hydrothermal-Lagerstätten. Als Begleitminerale können unter anderem Alumotungstit und Ferritungstit (Varietäten von Hydrokenoelsmoreit), Cuprotungstit, Stolzit und Yttrotungstit.
Als seltene Mineralbildung konnte Raspit nur an wenigen Orten nachgewiesen werden, wobei bisher (Stand 2013) rund 20 Fundorte als bekannt gelten. Neben seiner Typlokalität Broken Hill konnte das Mineral in Australien nur noch in der „Cordillera Mine“ bei Kangaloolah (Georgiana County, New South Wales) gefunden werden.
Der bisher einzige bekannte Fundort in Deutschland ist die Grube Clara bei Oberwolfach.
Weitere bisher bekannte Fundorte sind unter anderem Sumidouro im brasilianischen Bundesstaat Minas Gerais; die Uranlagerstätte in den Otish Mountains nahe der James Bay (Baie-James) in Kanada; eine unbenannte Eisen-Germanium-Lagerstätte bei Nanyue (Hengyang) in China; Échassières (Département Allier), Meymac (Département Corrèze) und Compolibat (Département Aveyron) in Frankreich; Gyojayama nahe Kameoka auf der japanischen Insel Honshū; die „San Antonio Mine“ bei Santa Eulalia (Chihuahua) und eine Zinnader am Cerro de Estaño östlich von Guanajuato in Mexiko; das Erongogebirge in Namibia; Estorãos (Ponte de Lima) in Portugal; Gifurwe in der Nordprovinz Ruandas sowie der Carr Canyon nahe Hartford und Tombstone im Cochise County des US-Bundesstaates Arizona.